# Musée-mémorial du terrorisme
Le musée-mémorial du terrorisme est un projet de lieu de mémoire qui devrait être aménagé à Suresnes (Hauts-de-Seine) sur la pente du mont Valérien, à proximité du mémorial de la France combattante, pour une ouverture prévue en 2027.

## Historique
Le projet de création du musée est annoncé en 2018 par le président de la République Emmanuel Macron.
En 2021, le lieu est choisi à la suite du premier rapport de la mission de préfiguration présidée par l’historien Henry Rousso et des travaux menés par Élisabeth Pelsez, ancienne déléguée interministérielle à l'aide aux victimes, : le musée-mémorial du terrorisme devrait prendre place dans les locaux de l'Institut national supérieur de formation et de recherche pour l'éducation inclusive, situés dans l'ancienne école de plein air de Suresnes.
En 2024, l’équipe du musée rassemble près de 2 000 pièces, comportant des scellés judiciaires, des dons de victimes, d’institutions, des œuvres d’art, etc. Toutefois, le projet suscite une indifférence des ministères de la Culture et de l’Intérieur (qui y voit une cible à protéger) et des associations s’inquiètent de la présence du musée proche du mémorial de la France combattante, qui pourrait engendrer une confusion entre terrorisme et résistance,. 
En décembre 2024, le gouvernement Michel Barnier, démissionnaire, annonce à Henry Rousso et Élisabeth Pelsez l'abandon du projet. Cette décision suscite un grand dépit chez les associations de familles de victimes,. Quelques semaines plus tard, à l’approche de la commémoration des dix ans des attentats de janvier 2015, le président Emmanuel Macron annonce le maintien du projet. La date de 2027 pour l'ouverture du musée est toujours maintenue. Durant l'été 2025, alors que le site est laissé à l'abandon et que le contexte budgétaire est tendu, l'horizon 2030 est désormais évoqué.

## Équipe
François Molins préside l'Observatoire d’orientation du groupement d'intérêt public musée-mémorial du terrorisme.

## Collection
Le musée devrait être consacré à l'ensemble des victimes et des actes de terroristes depuis 1974, date de l'attentat du drugstore Publicis.